# Heinrich Uteß
Heinrich Uteß (* 24. Januar 1951) ist ein ehemaliger deutscher Fußballspieler, der von 1972 bis 1982 in der DDR-Liga für die Betriebssportgemeinschaften (BSG) Kernkraftwerk Greifswald, Aufbau Schwedt und Post Neubrandenburg spielte.

## Sportliche Laufbahn
Seine Laufbahn in der zweitklassigen DDR-Liga begann Heinrich Uteß in der Saison 1972/73 als Stürmer mit 21 von 22 Einsätzen und zwei Toren für die BSG Kernkraftwerk in Greifswald. Nachdem er 1973/74 nochmals zwei Tore erzielt und 17 Ligaspiele bestritten hatte, wechselte Uteß zur BSG Aufbau Schwedt, wo er 1974/75 20-mal in der DDR-Liga eingesetzt wurde und viermal zum Torerfolg kam. Nach nur einer Spielzeit nahm Uteß erneut einen Wechsel vor und schloss sich dem DDR-Ligisten Post Neubrandenburg an. Dort war er bis 1982 Stammspieler im Mittelfeld und von 1981 bis 1982 Mannschaftskapitän. In seinen sieben Neubrandenburger Spielzeiten bestritt er von den 154 ausgetragenen DDR-Liga-Spielen 137 Begegnungen und erzielte 20 Tore. Von 1984 bis 1986 war Heinrich Uteß bei Post Neubrandenburg als Assistenztrainer tätig. 